# Michele en Jennifer Steffin
Michele Ann en Jennifer Marie Steffin werden geboren op 23 maart 1981 in West Covina, Californië. Van 1982 tot 1984 speelden zij Rose Wilder in Little House on the Prairie. 